# متحف مزرعة ليكا
متحف مزرعة ليكا هو متحف تم إنشاؤه في مركز تعذيب سابق للجيش الفرنسي، كان مكرساً للتعذيب أثناء حرب استقلال الجزائر. يقع في بلدة جرمة بولاية باتنة، على بعد حوالي 25 كيلومتر من مدينة باتنة، ويمكن زيارته على مدار السنة.

## تاريخ المتحف
أنشأ مركز اعتقال بلدة جرمة عام 1957 واستمر حتى عام 1962. تمّ تحويله إلى مركز تعذيب بغرض استجواب سكان الأوراس المشتبه في انتمائهم إلى جبهة التحرير الوطني أو على صلة بالمناضلين. ثم عُرف باسم «مزرعة ليكا» أو«دومين سان فرانسوا».
تم اعتقال أكثر من 700 شخص في المزرعة، بما في ذلك العديد من النساء (في الحجرة في المبنى الأوسط) والأطفال المشتبه في التزاماتهم السياسية أو عضويتهم في الثورة.
تشمل أساليب التعذيب التي تم ممارستها التعذيب بالكهرباء، الحرمان من النوم، والضرب بالعصا، وشد الأظافر، والغطس، و«أقدام الخنازير» (طريقة ضغط نهاية السيجارة على أظافر السجناء إلى غاية احتراقها).
تم تحويل مركز التعذيب إلى متحف وافتتح يوم 22 مارس 2008.

## المبنى
مزرعة ليكا عبارة عن مزرعة كبيرة تتكون من مسكن (طابق أرضي وطابق فوقي) مع أبراج حمام وأراضي خارجية تشكل فناءًا مشجرًا ومغلقًا.

## انظر كذلك

### مقالات ذات صلة
- قائمة المتاحف في الجزائر
- التعذيب إبان الحرب الجزائرية